# Helicopha delamarei
Helicopha delamarei är en nattsländeart som beskrevs av Jacquemart 1965. Helicopha delamarei ingår i släktet Helicopha och familjen Helicophidae. Inga underarter finns listade i Catalogue of Life.